# 일루셔니스트 (2010년 영화)
《일루셔니스트》(프랑스어: L'illusionniste)는 2010년 개봉한 프랑스와 영국의 합작 애니메이션 영화이다.

## 줄거리
세월이 흘러갈수록 설 자리를 잃어가는 일루셔니스트는 자신이 설 수 있는 무대를 찾아 이곳 저곳을 떠다닌다. 그러던 어느 날 스코트랜드의 한 선술집에 머물며 공연을 하다 그곳에서 앨리스라는 한 소녀를 만나게 된다. 일루셔니스트의 무대에 반한 어린 소녀 앨리스는 다음 무대를 찾아 떠나는 일루셔니스트와 함께 여행을 나서고 뒤이은 그들의 모험은 그들의 삶을 완전히 바꾸어 놓는다.